# Domingos Simoes Pereira
Domingos Simoes Pereira (ur. 20 października 1963 w Farim) – gwinejski polityk, od 2014 przewodniczący Afrykańskiej Partii Niepodległości Gwinei i Wysp Zielonego Przylądka (PAIGC), w latach 2014–2015 premier Gwinei Bissau. 

## Kariera
Po wygranych przez PAIGC wyborach parlamentarnych, Pereira został desygnowany na stanowisko premiera Gwinei Bissau. Jego gabinet został zaprzysiężony 3 lipca 2014. 
12 sierpnia 2015 prezydent José Mário Vaz zatwierdził dymisję rządu Pereiry. Nowy gabinet, na którego czele stanął były minister obrony Baciro Djá został zaprzysiężony 20 sierpnia 2015.